# Calyce horioni
Calyce horioni es una especie de coleóptero de la familia Mordellidae.

## Distribución geográfica
Habita en Brasil.